# Espen Baardsen
Espen Baardsen, né le 7 décembre 1977 San Rafael, Californie (États-Unis), est un footballeur international norvégien, qui évoluait au poste de gardien de but au Tottenham Hotspur et en équipe de Norvège.

## Biographie

### Carrière post-sportive
Après la fin de sa carrière sportive, Espen Baardsen est devenu analyste macro-économique dans un fonds d'investissement à Londres, Eclectica Asset Management. Il est également diplômé en sciences économiques et sociales de l'Open University.

## Palmarès

### En équipe nationale
- 4 sélections et 0 but avec l'équipe de Norvège entre 1998 et 2000.
- Participation à la coupe du monde 1998.

### Avec Tottenham Hotspur
- Vainqueur de la Coupe de la Ligue anglaise de football en 1999.